# Les Travaux d'Apollon
Les Travaux d'Apollon (titre original : The Trials of Apollo) est une série de cinq romans de fantasy écrits par Rick Riordan traitant de la mythologie grecque et romaine. Elle fait suite à la série Héros de l'Olympe. Les romans ont été publiés entre 2016 et 2020 aux États-Unis et en France.

## Romans

### L'Oracle caché
Le narrateur, Apollon, est exclu de l'Olympe et privé de ses pouvoirs divins. Il devient ainsi un simple mortel à la suite du châtiment proféré par son père, Zeus. Sa chute depuis l'Olympe le fait atterrir dans une ruelle de New York où il se retrouve sous la forme d'un adolescent nommé Lester Papadopoulos. Il y rencontre une demi-déesse de douze ans qui se révélera par la suite être une fille de Déméter, la déesse des moissons. La demi-déesse, Meg McCaffrey, revendique alors ses services. Là, Apollon est obligé d'obtempérer dans l'espoir qu'à la fin de son service il puisse redevenir immortel.
Ils se rendent alors chez Percy Jackson, qui les accompagne à la Colonie des Sangs-Mêlés, où les demi-dieux sont en sécurité. Ils y rencontrent le centaure Chiron, qui leur apprend que l'oracle est tombé entre les mains de « la Bête », un mystérieux ennemi qui aurait tué le père de Meg. De plus certains demi-dieux ont disparu de la Colonie. En rêve, Rhéa explique à Apollon que le Bosquet de Dodone est le seul oracle qui ne peut pas être sous l'emprise de la Bête. Apollon et Meg vont alors dans les bois, mais Meg est capturée par les Myrmekes. Pendant ce temps, Apollon découvre que la Bête est l'Empereur Néron, divinisé par son culte. Apollon sauve alors Meg puis trouve Néron qui projette de brûler le Bosquet. Après avoir révélé que Néron est son père adoptif, Meg s'enfuit. Apollon rentre à la Colonie, attaquée par une statue géante de Néron, et arrête l'invasion grâce à l'aide de Percy Jackson. Une fois la Colonie sauvée, Léo Valdez (disparu à la fin de Héros de l'Olympe) revient à la Colonie en compagnie de Calypso.

### La Prophétie des ténèbres
Arrivé à Indianapolis sur le dos de Festus, accompagné de Léo et de Calypso, Apollon, le dieu loufoque, va tenter d'arrêter le Triumvirat et de sauver Meg. Il fait ainsi la connaissance de Waystation, refuge pour demi-dieux, et retrouvant Commode, son ex-amant, et second leader du Triumvirat...

### Le Piège de feu
Le livre suit Lester Papadopoulos / Apollon, Meg McCaffrey et Grover Underwood, alors qu’ils tentent de sauver Hérophile, un Oracle qui ne parle que par énigmes, de l’empereur romain Caligula. Pendant son sommeil, Apollon rêve que Hérophile lui dise qu'il doit la sauver même si c'est un piège. Quand il se réveille, il se retrouve dans la base de Grover. Quand Meg se réveille, ils trouvent la réplique de la prophétie: "La fille de Déméter retrouve ses racines anciennes". Apollon et Grover partent à la recherche de Gleeson Hedge dans un magasin de l'armée appelé Macro's Military Madness. Ils découvrent ensuite que Macro, le propriétaire du magasin, est en réalité Naevius Sutorius Macro, travaillant pour Caligula. Il les attaque avec une armée d'automates. En activant «séquence de commande: Dédale vingt-trois», ils défont Macro avec ses propres robots. Ils naviguent ensuite dans le labyrinthe avec l'aide de Piper McLean et de Jason Grace et trouvent la défaite, Médée, la sorcière qui travaillait avec l'empereur, et traitent les souvenirs de Titan Hélios, qui a disparu.  

### Le Tombeau du tyran
Jason Grace, fils de Jupiter, est mort, assassiné par le troisième empereur, Caligula, sous les yeux de Piper, Apollon/Lester et Meg. Étant donné que la fille de Bellone, Reyna, est en mesure de l'aider, il se rend au Camp Jupiter, avec Meg et le cercueil contenant le cadavre de Jason. Arrivés au Camp Jupiter, Apollon/Lester et Meg sont attaqués par des monstres mangeurs de cadavres envoyés par Tarquin. Ils font alors la connaissance de Lavinia, fille de la Muse de la Danse.